# Karel Loula (hudebník)
Karel Loula (* 12. ledna 1969 Praha) je český hudební skladatel, varhaník, sbormistr, zpěvák, baletní korepetitor a doprovod němých filmů.

## Život
Absolvoval studium na Gymnáziu Přípotoční v Praze a na Univerzitě Karlově. Působí jako varhaník a regenschori v kostele svatého Ducha v Praze, varhaníkem se zde stal ve svých třinácti letech v roce 1982. Roku 1994 založil Chrámový sbor svatého Ducha, který vede dodnes. Byl sbormistrem Hornického pěveckého sboru Kladno, dětského pěveckého sboru Chorus Angelus (později přejmenován na Tutte Le Note), v letech 2007 až 2013 vedl Smíšený sbor Josefa Vycpálka. Působí jako doprovod němých filmů v pražském kině Ponrepo a jako korepetitor v Tanečním centru Praha.
V roce 2005 ztvárnil roli Mistra v Šedé myší opeře uvedené v Národním divadle. Spolupracoval několik let na multižánrovém koncertu Světlo porozumění, který se každoročně konal paralelně v kostele sv. Ducha a Španělské synagoze v Praze. Spolu s Chrámovým sborem svatého Ducha vystupoval řadu let s Komorním orchestrem Akademie, jejichž společná vystoupení také dirigoval. Často spolupracoval s Lukášem Prchalem například na Projektu Stravinskij nebo na „Rybovce na Hlaváku“ (koncert České mše vánoční J. J. Ryby na pražském hlavním nádraží). Několik koncertů realizoval s Milošem Bokem mimo jiné koncert Bokovy Missy Solemnis v Katedrále svatého Víta, Václava a Vojtěcha v Praze v roce 2015.[ve zdroji nenalezeno] Od roku 2024 působí pedagogicky na Gymnáziu Christiana Dopplera, jako profesor hudební výchovy.

## Hudební tvorba
- Velikonoční pašije – skladba pro sbor a orchestr na motivy pašijového vyprávění o utrpení a smrti Ježíše Krista, skladba byla po dobu cca 18 let každoročně prováděna scénicky v kostele svatého Ducha. V roce 2003 se díky Eleonoře Dujkové dočkala filmového zpracování v režii Jana Jemuela Budiše.[3][14]
- Te Deum – skladba pro sbor a orchestr na text latinského hymnu Te Deum laudamus, byla poprvé provedena v roce 1995 v kostele sv. Jakuba jako absolventský koncert autora[3] a v roce 2009 byla uvedena koncertně v pražském Rudolfinu.
- Žalm 112 – skladba pro sbor a varhany na text biblického žalmu 112, autor jej věnoval významnému mecenáši českých hudebníků prof. Romanu Makariusovi v roce 2007.
- Květinová mše – skladba pro sbor a orchestr složena a provedena ku příležitosti oslavy 90. výročí založení Náboženské společnosti českých unitářů.[15]
- Hudba k filmům Cinematerapie a Stavitel chrámu[16]
- Hudba k divadelnímu představení Písečná kosa Vladimíra Körnera ve Strašnickém divadle[17]